# Кошкино (Пушкиногорский район)
Ко́шкино — деревня в центральной части Пушкиногорского района Псковской области. Входит в состав городского поселения Пушкиногорье.
Расположена в 1 км к югу от административного центра района — посёлка городского типа Пушкинские Горы.

## Население
| 2001 | 2002 | 2010 |
| ---- | ---- | ---- |
| 101  | ↗115 | ↘108 |

Численность населения деревни по оценке на конец 2010 года составляла 101 человек.

## История
До 3 июня 2010 года деревня входила в состав сельского поселения Пушкиногорская волость.